# 올림픽 훈장

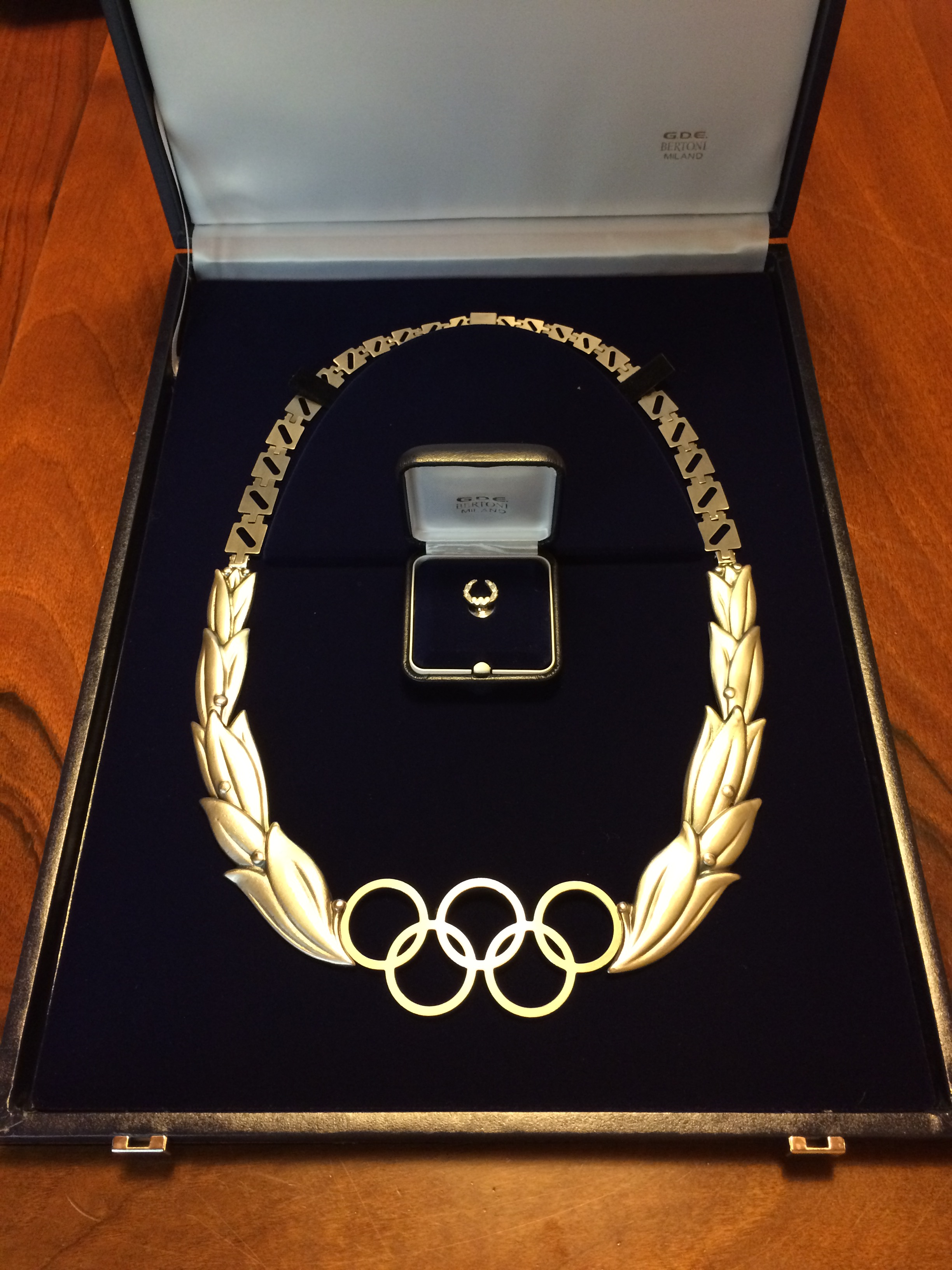

1975년 제정된 올림픽 훈장(Olympic Order)은 올림픽 운동의 최고 훈장이다. 이는 올림픽 운동에 특별히 뛰어난 공헌을 한 사람, 즉 스포츠를 위한 가치 있는 노력을 인정받은 사람에게 수여된다. 전통적으로 IOC는 각 올림픽 폐막식에서 국가대표에게 올림픽 훈장을 수여한다.

## 역사
올림픽 훈장은 1975년 5월 국제 올림픽 위원회(IOC)에 의해 올림픽 공로 훈장(Olympic Diploma of Merit)의 후속으로 제정되었다. 올림픽 훈장에는 원래 세 가지 등급(금, 은, 동)이 있었다.
1984년 사라예보(유고슬라비아)에서 열린 제87차 IOC 총회에서 앞으로는 은메달과 동메달의 구분을 두지 않기로 결정되었다. 금 훈장은 국가 원수들에게 그리고 예외적인 상황에서 계속해서 수여된다.

## 디자인
올림픽 훈장의 휘장은 등급에 따라 금, 은, 동으로 된 목걸이(또는 사슬) 형태이다. 체인의 앞면에는 올림픽 운동의 다섯 개의 고리가 묘사되어 있으며 양쪽에는 코티노스 엠블럼(올리브 화환)이 있다. 등급에 따라 골드, 실버, 브론즈 색상의 미니어처 5개 링과 코티노 형태의 옷깃 배지가 수혜자에게 제공되어 적절하게 착용할 수 있다.

## 같이 보기
- 올림픽 상징
- 올림픽 훈장 수훈자
- 올림픽 컵
- 피에르 드 쿠베르탱 메달